# Đại dịch COVID-19 tại Nam Mỹ
Đại dịch COVID-19 được xác nhận đã lan đến Nam Mỹ vào ngày 26 tháng 2 năm 2020 khi Brasil xác nhận một ca bệnh ở São Paulo. Đến ngày 3 tháng 4 năm 2020, tất cả các quốc gia và vùng lãnh thổ ở Nam Mỹ đã ghi nhận ít nhất một ca bệnh.
Brasil có nhiều ca bệnh được báo cáo nhất ở Nam Mỹ. Vào tháng 4 năm 2020, Ecuador đã bị ảnh hưởng mạnh mẽ  với hàng ngàn ca tử vong vượt mức được báo cáo chỉ trong một tỉnh so với số liệu trong một giai đoạn bình thường. Tuy nhiên, hiện tại, Ecuador đã bị Peru và Chile vượt qua về số lượng các ca bệnh được xác nhận. Tính đến hết ngày 13 tháng 4 năm 2024, 4 quốc gia có số ca tử vong cao nhất là Brasil, Peru, Colombia và Argentina.
Vào ngày 13 tháng 5 năm 2020, đã có báo cáo rằng Châu Mỹ Latinh và Caribê đã báo cáo hơn 400.000 trường hợp nhiễm bệnh với 23.091 trường hợp tử vong. Brasil là nước có nhiều ca nhiễm nhất.
Brasil là vùng dịch lớn nhất với hơn 38 triệu ca mắc và hơn 711,000 ca tử vong (tính đến hết ngày 13 tháng 4 năm 2024).

## Đại dịch theo quốc gia
| Quốc gia          | Ngày phát hiện | Xác nhận   | Tử vong   | Bài viết chính                          | Nguồn tham khảo |
| ----------------- | -------------- | ---------- | --------- | --------------------------------------- | --------------- |
| Brasil            | 25-2-2020      | 38,743,918 | 711,380   | Đại dịch COVID-19 tại Brasil            | [ 7 ]           |
| Argentina         | 3-3-2020       | 10,128,845 | 130,841   | Đại dịch COVID-19 tại Argentina         | [ 8 ]           |
| Colombia          | 6-3-2020       | 6,400,173  | 143,200   | Đại dịch COVID-19 tại Colombia          | [ 9 ]           |
| Chile             | 3-3-2020       | 5,384,853  | 64,497    | Đại dịch COVID-19 tại Chile             | [ 10 ]          |
| Perú              | 6-3-2020       | 4,572,667  | 222,161   | Đại dịch COVID-19 tại Peru              | [ 11 ] [ 12 ]   |
| Bolivia           | 10-3-2020      | 1,212,131  | 22,407    | Đại dịch COVID-19 tại Bolivia           | [ 13 ]          |
| Ecuador           | 29-2-2020      | 1,070,188  | 36,043    | Đại dịch COVID-19 tại Ecuador           | [ 14 ]          |
| Uruguay           | 13-3-2020      | 1,041,111  | 7,664     | Đại dịch COVID-19 tại Uruguay           | [ 15 ]          |
| Paraguay          | 7-3-2020       | 837,602    | 20,155    | Đại dịch COVID-19 tại Paraguay          | [ 16 ]          |
| Venezuela         | 13-3-2020      | 552,695    | 5,856     | Đại dịch COVID-19 tại Venezuela         | [ 17 ]          |
| Guyane thuộc Pháp | 4-3-2020       | 98,041     | 420       | Đại dịch COVID-19 tại Guyane thuộc Pháp | [ 18 ]          |
| Suriname          | 13-3-2020      | 82,588     | 1,408     | Đại dịch COVID-19 tại Suriname          | [ 19 ]          |
| Guyana            | 11-3-2020      | 74,137     | 1,300     | Đại dịch COVID-19 tại Guyana            | [ 20 ]          |
| Quần đảo Falkland | 3-4-2020       | 1,930      | 0         | Đại dịch COVID-19 tại Quần đảo Falkland | [ 21 ]          |
| Tổng số           |                | 70,200,879 | 1,367,332 |                                         |                 |

Chú thíchIn nghiêng là vùng lãnh thổ hải ngoại.